# روبرت أ. سيمون
روبرت أ. سيمون (بالإنجليزية: Robert A. Simon)‏ (1897 - 27 أبريل 1981)؛ مترجم، صحفي وروائي أمريكي.